# Indianapolis Tennis Championships 2001
L'Indianapolis Tennis Championships 2001 è stato un torneo di tennis giocato sul cemento.
È stata la 14ª edizione dell'Indianapolis Tennis Championships (conosciuto quest'anno anche come RCA Championships per motivi di sponsorizzazione), che fa parte della categoria International Series Gold nell'ambito dell'ATP Tour 2001. Si è giocato all'Indianapolis Tennis Center di Indianapolis negli Stati Uniti, dal 13 al 19 agosto 2001.

## Campioni

### Singolare
Patrick Rafter ha battuto in finale  Gustavo Kuerten con il punteggio di 4–2 rit.

### Doppio
Mark Knowles /  Brian MacPhie hanno battuto in finale  Mahesh Bhupathi /  Sébastien Lareau con il punteggio di 7–6, 5–7, 6–4